# Kokon-Nebel
IC 5146, auch als Kokon-Nebel bekannt, ist ein astronomischer Nebel mit einem eingebetteten offenen Sternhaufen im Sternbild Schwan. Der Sternhaufen trägt die Bezeichnung Collinder 470.
Der Nebel hat eine scheinbare Ausdehnung von rund 10 Bogenminuten und ist etwa 2500 Lichtjahre von der Erde entfernt; seine physische Ausdehnung beträgt damit ca. 10 Lichtjahre.
Der Nebel ist ein Sternentstehungsgebiet mit ionisiertem atomarem Wasserstoff und hat sowohl emittierende, reflektierende als auch absorbierende Bestandteile.
IC 5146 befindet sich von der Erde aus gesehen am östlichen Ende der länglichen Dunkelwolke Barnard 168 und ist mit dieser zusammen Teil einer ausgedehnten Molekülwolke. Etwas westlich liegt der Reflexionsnebel von vdB 147, der vermutlich auch zum Komplex gehört.
Die im Innern der Wolke ablaufende, rege Sternentstehung führt zur Bildung eines jungen offenen Sternhaufens mit der Bezeichnung Collinder 470, einer scheinbaren Helligkeit von 7,2 mag und einem geschätzten Alter von wenigen hunderttausend Jahren. Dieser Sternhaufen und insbesondere der hellste Stern in seinem Zentrum, BD +46° 3474 (Typ B0 V, 10 mag), sind verantwortlich für die Ionisation des Nebels und damit für sein Leuchten. Sie schaffen eine „Höhle“ im Staub und Gas der Molekülwolke und eröffnen uns somit den Blick in sein Inneres.
Der Nebel wurde fotografisch von Edward Barnard auf einer Aufnahme vom 11. Oktober 1893 entdeckt, später unabhängig davon auch von Max Wolf (28. Juli 1894).

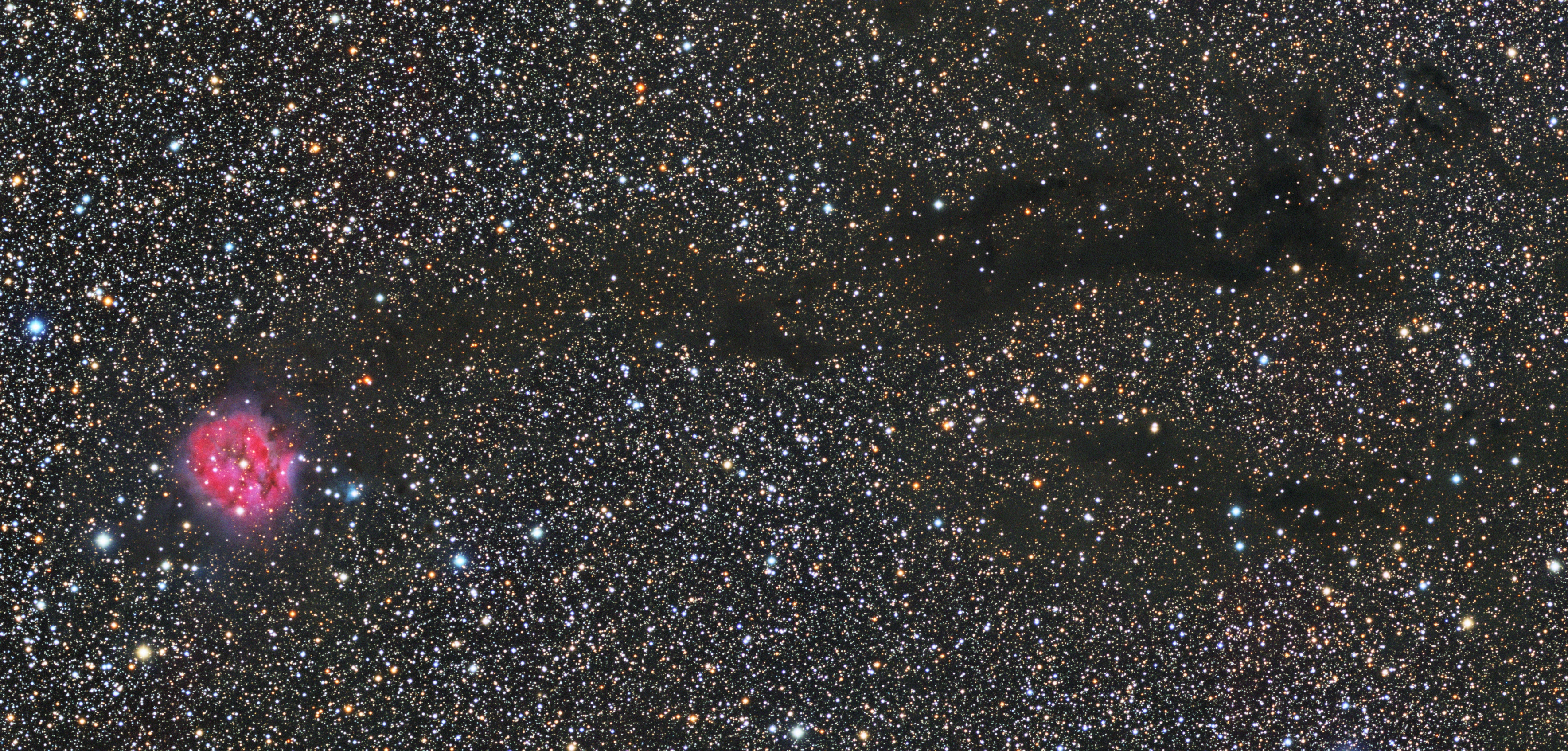
Panorama um IC 5146: Rechts des Nebels ist die langgestreckte Dunkelwolke Barnard 168 zu erkennen.
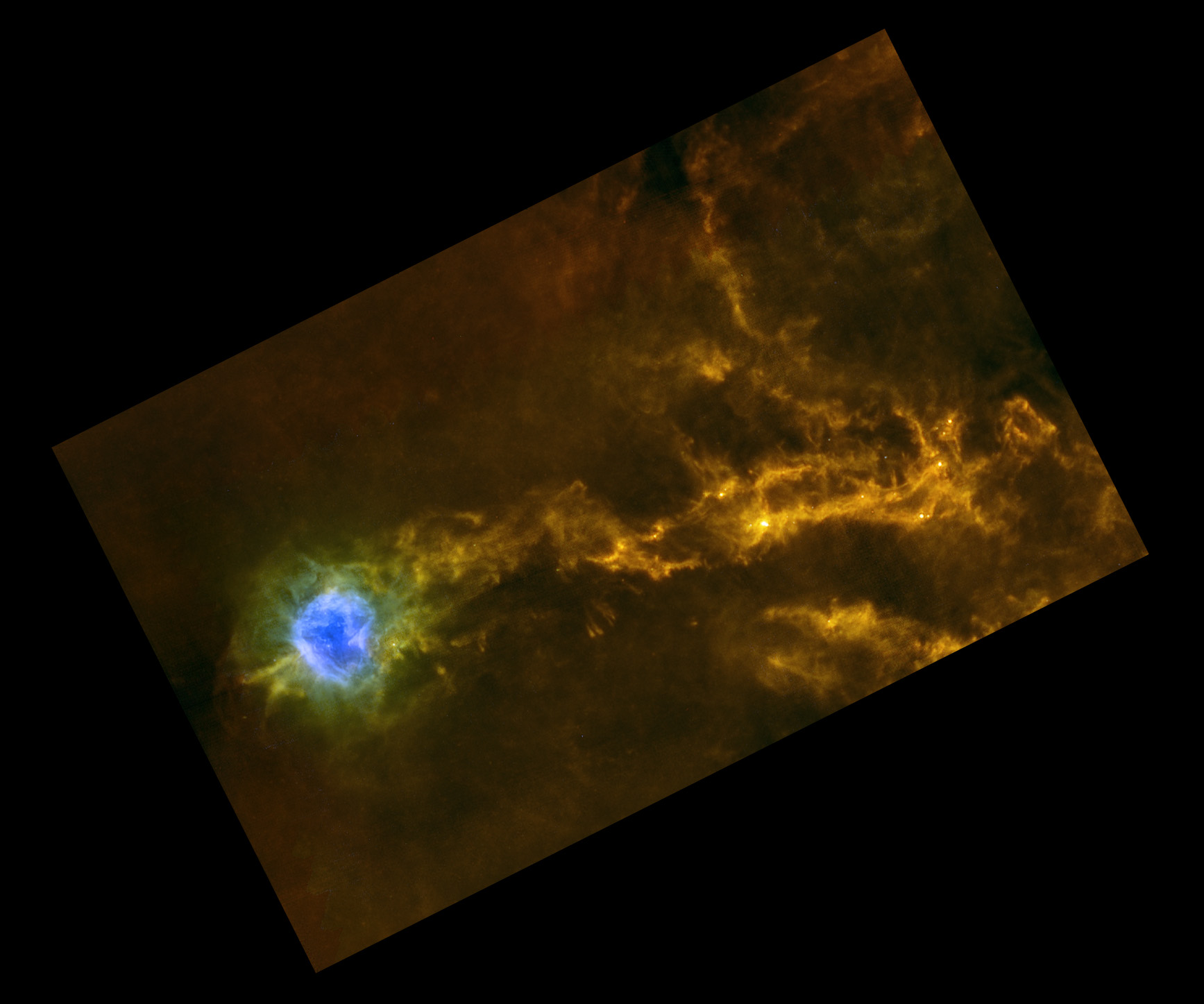
Aufnahme im fernen Infrarot durch das Herschel-Weltraumteleskop